# Фруктовая косточка

Схема типичной костянки, в данном случае персика, иллюстрирующая слои как плода, так и семени; пирен — затвердевший эндокарпий, который окружает семя

Фруктовая косточка — косточка внутри костянки или костянки-орешка, образующаяся в результате окостенения эндокарпия или внутренней оболочки плода. Эндокарпическая ткань окружает одно или несколько семян (также называемых «ядром»). Твёрдый эндокарпий, из которого состоит фруктовая косточка (пирен[уточнить]), обеспечивает защитный физический барьер вокруг семени, предохраняя его от патогенных микроорганизмов и плодоядных животных.
В то время как многие костянки являются монопиреновыми, содержащими только один пирен, яблокоподобные плоды с твёрдым, каменистым (не кожистым) эндокарпием обычно являются полипиреновыми костянками, содержащими несколько пиренов.

## Развитие
Укрепление эндокарпия развивающейся костянки происходит за счёт образования вторичной клеточной стенки и лигнификации. Биополимер лигнин, который также содержится в древесине, обеспечивает структуру вторичных клеточных стенок, которая поддерживает полимеризацию целлюлозы и гемицеллюлозы; вместе эти полимеры придают эндокарпию прочность на разрыв и жёсткость. Дальнейшее затвердевание происходит во время биоминерализации эндокарпия. Биоминерализация пиренов в течение жизни растения может способствовать сохранению остатков плодов при археологических раскопках.

## Галерея

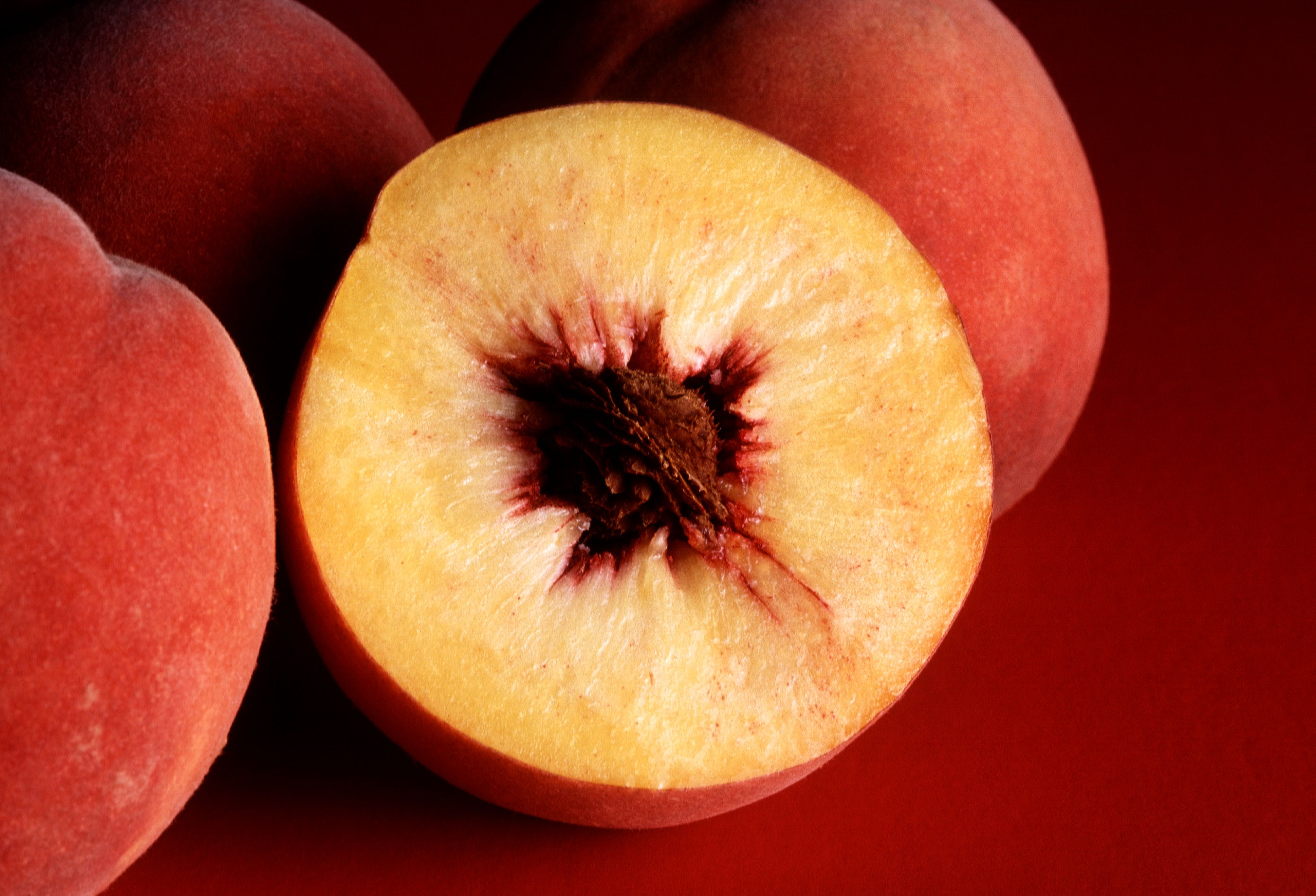
Поперечный разрез персика, монопиреновой костянки, сделанный так, чтобы показать пирен внутри
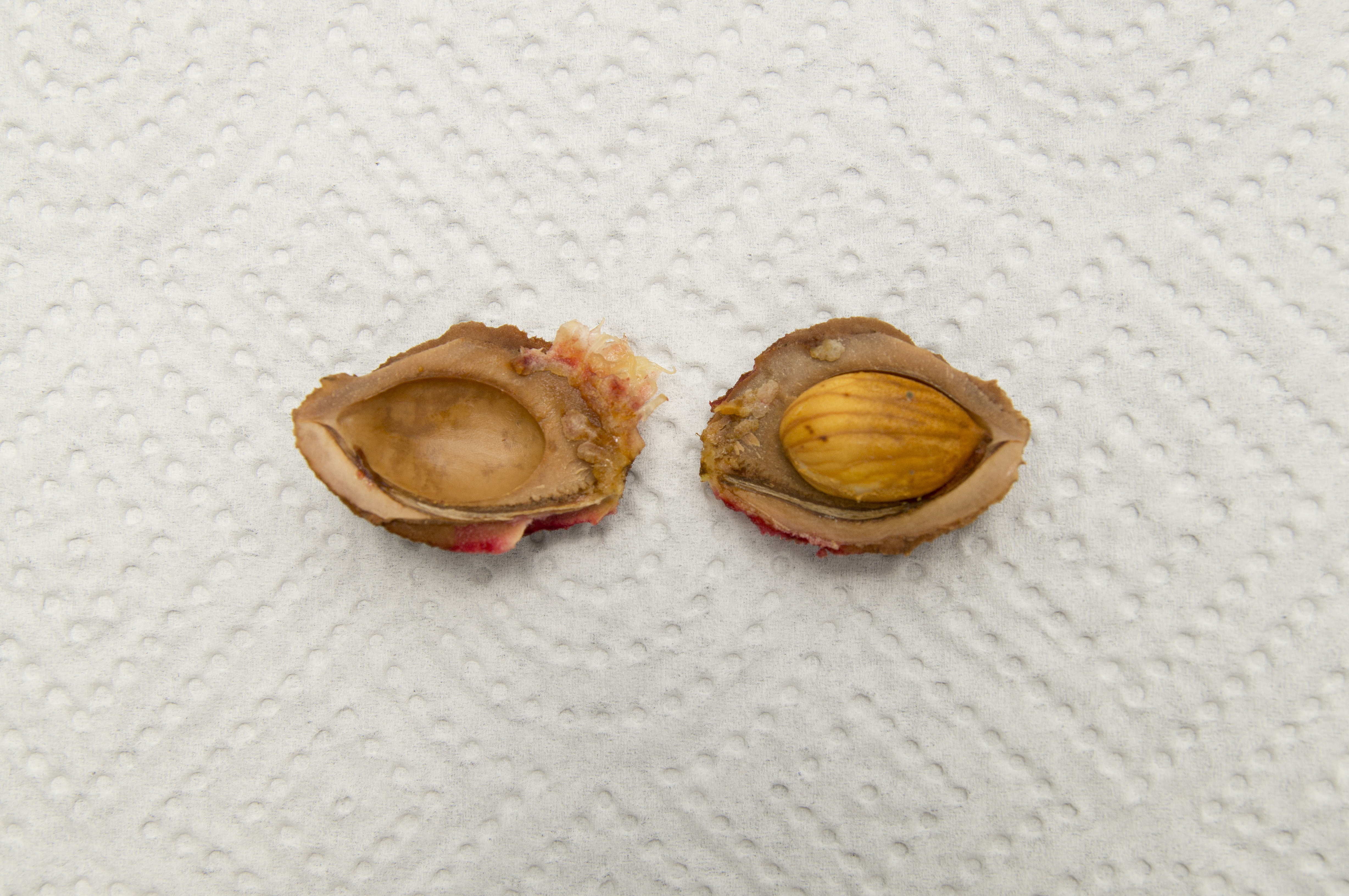
Пирен персика вскрыт, внутри видно одно семя
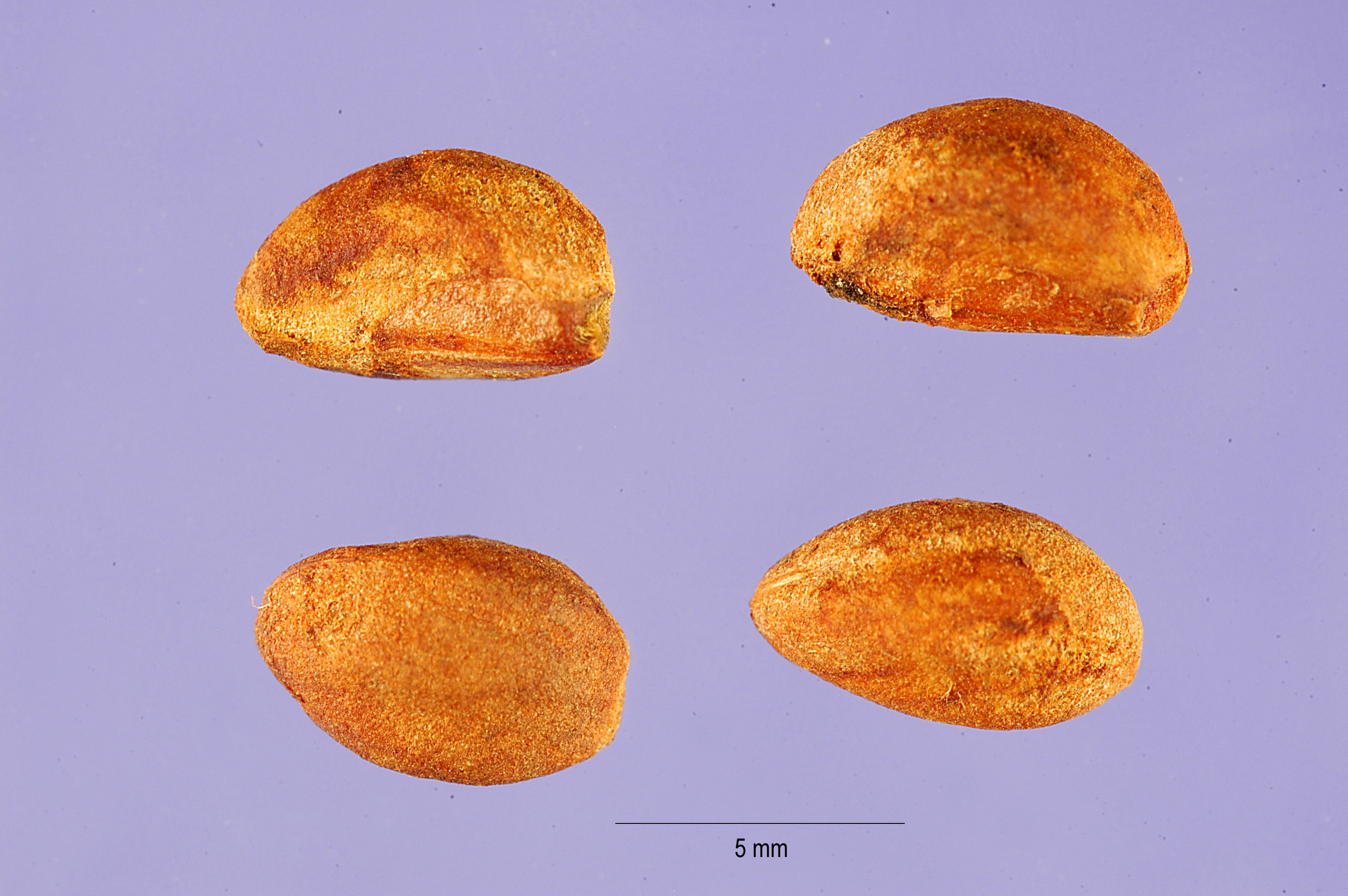
Пирены, извлечённые из одного плода Crataegus punctata, многопиреновой костянки
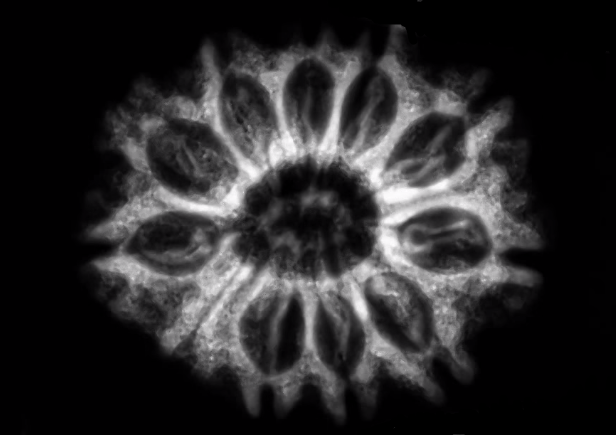
Рентгеновский снимок пирена Elaeocarpus ganitrus с 10 семенными семянками внутри; количество семенных ямок в пиренах E. ganitrus варьируется в зависимости от конкретного плода